# Grimsby (Ontario)
Grimsby ist eine Stadt an der Niagara-Schichtstufe in Ontario, Kanada.
Der Ort liegt in unmittelbarer Nachbarschaft zu Hamilton auf halbem Weg Richtung St. Catharines am Queen Elizabeth Way.

## Persönlichkeiten
- Ronald Maitland (1887–1937), Regattasegler
- Marvin Wentworth (1905–1982), Eishockeyspieler
- Virginia Henley (* 1935), Schriftstellerin
- Sheila Cooper (1960–2021), Jazzmusikerin
- Tonya Verbeek (* 1977), Ringerin
- Nathan Marsters (1980–2009), Eishockeytorwart
- Kevin Bieksa (* 1981), Eishockeyspieler
- Josh Wagenaar (* 1985), Fußballtorhüter